# Retrato falado

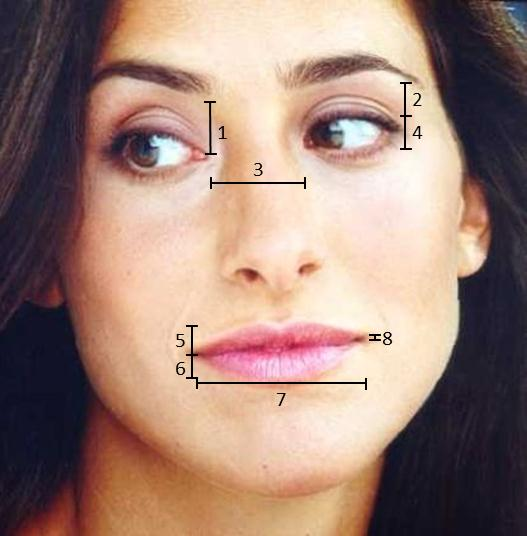
A identificação de padrões morfológicos estabelecidos pela antropologia física e craniometria são úteis na recriação de imagens a partir de descrições verbais

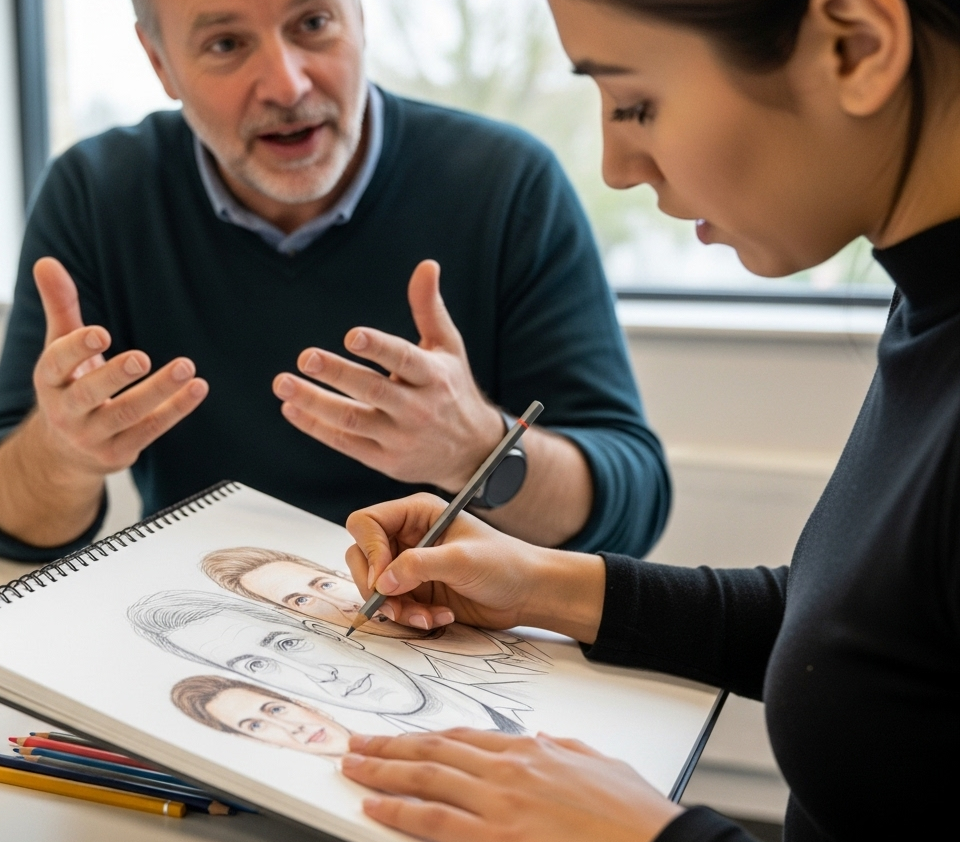
Um especialista em desenho facial fazendo o retrato falado de acordo com o depoimento.

O retrato falado é a representação de uma pessoa por meio de uma imagem, segundo a abstrata descrição de seus aspectos físicos específicos e características distintivas. O principal objetivo de um retrato falado é auxiliar uma investigação policial, diminuindo o universo de suspeitos e apresentando um rosto com características semelhantes às do suspeito procurado.
Diversos métodos foram desenvolvidos para auxiliar a reconstrução da imagem de agressores ou autores de delitos graves, Inicialmente utilizava-se somente a recriação artística, executada por experts treinados em desenho de modelo vivo e/ou retrato o desenho artístico. Posteriormente desenvolveram-se técnicas e estratégias de identificação a partir de catálogos ou bancos de imagens dos diversos componentes da face e corpo humano a partir das distintas concepções de raça e biotipologia humana. 
Entre os catálogos de combinação de caracteres destacam-se o "PhotoFit" de procedência inglesa e o "Smith & Wesson "s" Identi-Kit" e PortraitPad utilizados no EUA. Atualmente vem se desenvolvendo diversos softwares com essa finalidade a exemplo do SketchCop FACETTE Face Design System Software, "Identi-Kit 2000", FACES, E-FIT e PortraitPad também de procedência dos EUA. No Brasil a imprensa tem divulgado o desenvolvimento de um software com bastantes recursos o programa Horus da Polícia Federal.